# Ефанов, Вячеслав Васильевич
Вячесла́в Васи́льевич Ефа́нов (род. 18 марта 1937) — советский и российский военачальник, военный лётчик, генерал-полковник авиации (1989). Командующий Военно-транспортной авиацией (1986—1997). Заслуженный военный лётчик Российской Федерации.

## Биография
Родился 18 марта 1937 года. Окончил 9-ю военную авиационную школу первоначального обучения летчиков (1956). В 1955—1958 годах — курсант Балашовского военного авиационного училища летчиков. Проходил службу в частях Военно-транспортной авиации ВВС. Прошёл должности от помощника командира корабля до командира отряда.
В 1965—1968 — слушатель Военно-воздушной академии им. Ю. А. Гагарина.
В 1979 закончил Военную академию Генерального штаба Вооружённых Сил СССР имени К. Е. Ворошилова.
С 1986 по 1997 — командующий Военно-транспортной авиацией ВВС СССР и России. Под его руководством проходило освоение летным и наземным составом самолётов Ил-76 и Ан-124, обеспечение боевых действий ограниченного контингента советских войск в Афганистане.
На его долю пришелся как период наибольшего расцвета Военно-транспортной авиации в конце 80-х — начале 90-х гг., так и трудное время борьбы за сохранение состава и боевых возможностей в ходе перестройки и распада СССР.
Летал на самолётах: Як-18, Ли-2, Ан-8, Ан-12, Ил-76, Ан-124. Общий налет более 6000 часов. Кандидат военных наук.

## Награды
- Орден За военные заслуги (1994)
- Орден Красной Звезды (1979)
- Орден Красной Звезды (1984)
- Орден «За службу Родине в Вооружённых Силах СССР» 3-й степени (1989).
- Орден «За службу Родине в Вооружённых Силах СССР» 2-й степени (1991).
- Почётное звание «Заслуженный военный лётчик Российской Федерации»
- Премия Правительства Российской Федерации за значительный вклад в развитие Военно-воздушных сил (17 декабря 2012) — за организацию и руководство строительством и развитием Военно-воздушных сил на соответствующих командных должностях[1]